# Kuršių nerijos nacionalinis parkas
Kuršių nerijos nacionalinis parkas este o arie protejată (arie de protecție specială avifaunistică — SPA) din Lituania întinsă pe o suprafață de 23.858,88 ha, integral pe uscat.

## Localizare
Centrul sitului Kuršių nerijos nacionalinis parkas este situat la coordonatele 55°30′06″N 21°06′10″E / 55.5017°N 21.1028°E.

## Înființare
Situl Kuršių nerijos nacionalinis parkas a fost declarat arie de protecție specială avifaunistică în aprilie 2004 pentru a proteja 13 specii de animale.

## Biodiversitate
Situată în ecoregiunea boreală, aria protejată nu include niciun habitat protejat.
La baza desemnării sitului se află mai multe specii protejate de  păsări (13): alca (Alca torda), fâsă-de-câmp (Anthus campestris), caprimulg (Caprimulgus europaeus), muscar (Ficedula parva), cocor (Grus grus), codalb (Haliaeetus albicilla), sfrâncioc roșiatic (Lanius collurio), pescăruș mic (Larus minutus), ciocârlie de pădure (Lullula arborea), rață catifelată (Melanitta fusca), cresteț pestriț (Porzana porzana), chiră de baltă (Sterna hirundo), silvie porumbacă (Sylvia nisoria).
Pe lângă speciile protejate, pe teritoriul sitului au mai fost identificate 3 specii de păsări.